# Pałecznica rurkowata

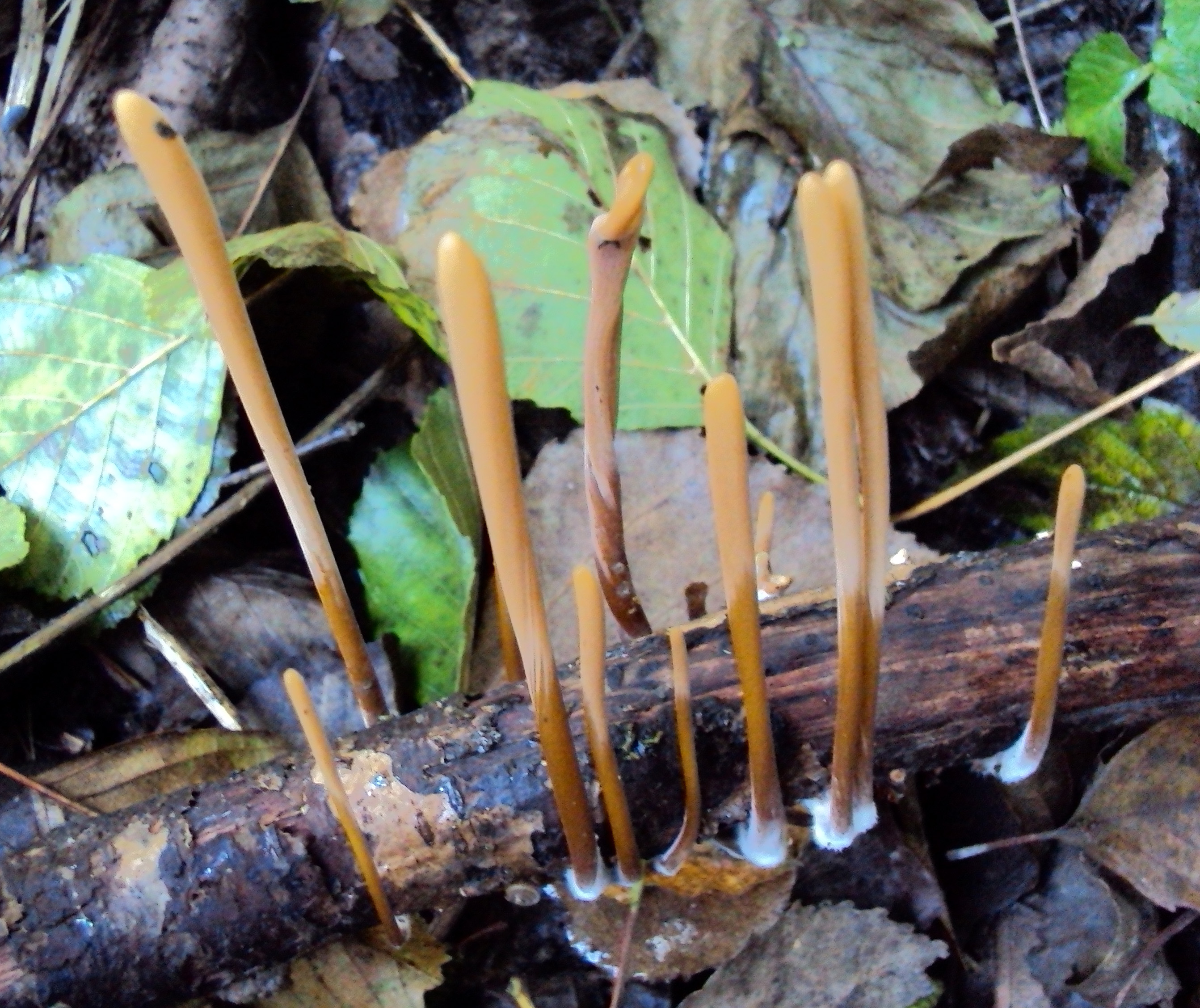

Pałecznica rurkowata (Typhula fistulosa (Holmsk.) Olariaga) – gatunek grzybów z rodziny pałecznicowatych (Typhulaceae). 

## Systematyka i nazewnictwo
Pozycja w klasyfikacji według Index Fungorum: Typhula, Typhulaceae, Agaricales, Agaricomycetidae, Agaricomycetes, Agaricomycotina, Basidiomycota, Fungi.
Po raz pierwszy takson ten zdiagnozował w 1790 r. Theodor Holmskiold nadając mu nazwę Clavaria fistulosa. W 1972 r. Ronald Petersen, przeniósł go do rodzaju Macrotyphula, w 2012 r. Ibai Olariaga do rodzaju Typhula.
Niektóre synonimy naukowe:
- Clavaria fistulosa Holmsk. 1790
- Clavariadelphus contortus (Holmsk.) Pilát
- Clavariadelphus fistulosus (Holmsk.) Corner 1950
- Clavariadelphus fistulosus (Holmsk.) Corner 1950 var. fistulosus
- Clavariadelphus pseudocontortus Bon & Cheype 1987
- Clavariella fistulosa (Holmsk.) P. Karst. 1881
- Macrotyphula fistulosa (Holmsk.) R.H. Petersen 1972

Nazwę polską buławniczka rurkowata dla synonimu Macrotyphula fistulosa podali Barbara Gumińska i Władysław Wojewoda w 1985 r. W polskim piśmiennictwie mykologicznym gatunek ten opisywany był także jako buławka rurkowata, goździeniec okazały, goździeniec rurkowaty, buławnik rurkowaty. Po przeniesieniu do rodzaju Typhula, wspomniane nazwy stały się niespójne z nazwą naukową, gdyż rodzaj ten w języku polskim określany jest jako pałecznica. Polska nazwa pałecznica rurkowata według atlasu grzybów na portalu www.grzybiarze.eu. 

## Morfologia
Owocnik
Owocnik cienki i wysmukły, do 300 mm wysoki, zazwyczaj jednak nie przekracza 20 cm wysokości. średnica 5- 10 mm. Pałeczkowaty, wąsko maczugowaty czasem cylindryczny, smukły, wydłużony, początkowo bladożółty, z wiekiem ciemnieje i robi się żółtobrązowy, brązowawy, czerwonobrązowy do brązowego. Pojedynczy, nierozgałęziony, wierzchołek nierozdwojony, zaokrąglony lub szpiczasty. Wewnątrz pusty, ścianki cienkie. Obłocznia, czyli warstwa hymenialna, znajduje się na zewnątrz owocnika, zajmując powierzchnie około 2/3 jego wysokości w górnej części. Wygląda jakby była lekko oprószona.
Trzon
Trzon jako taki nie występuje, lecz dolna część owocnika, około 1/3 jego wysokości przy podstawie, jest płonna – brak w niej hymenium, a więc nie wytwarza zarodników. Jej zabarwienie jest nieco ciemniejsze od reszty owocnika, a powierzchnia widocznie gładsza.
Miąższ
U młodych owocników jest twardy i sztywny, z wiekiem robi się bardziej miękki. Smak i zapach niewyczuwalne.
Wysyp zarodników
Biały. Zarodniki gładkie, jajowate, hialinowe. O wymiarach 12-18 × 5-7 µm.

## Występowanie i siedlisko
Występuje w Ameryce Północnej i Europie. W Polsce gatunek rzadki. Znajduje się na Czerwonej liście roślin i grzybów Polski. Ma status R – potencjalnie zagrożony z powodu ograniczonego zasięgu geograficznego i małych obszarów siedliskowych. 
Owocniki pojawiają się późną jesienią na starych dębowych i bukowych liściach; zwykle pojedynczo, rzadziej w małych grupkach.

## Znaczenie
Grzyb niejadalny

## Gatunki podobne
Pałecznica rurkowata to grzyb o charakterystycznym wyglądzie i dużych rozmiarach. Inne gatunki podobnego pokroju wytwarzają znacznie mniejsze owocniki, o wymiarach rzędu kilku milimetrów do kilku centymetrów.
- Buławniczka sitowata (Typhula filiformis) jest sporo mniejsza, tylko do 5 cm długości, jej owocniki są dużo węższe[7]. Rosnąca wśród opadłych liści czasami w setkach i tysiącach okazów[12].
- Pałecznica skręcona (Typhula contorta) jest podobna, ale jej owocniki są mniejsze i skręcone wokół własnej osi[13][14].